# North Charleston
North Charleston je město ležící v okresech Charleston County a Dorchester County ve státě Jižní Karolína ve Spojených státech amerických. Je třetím největším městem v Jižní Karolíně a 248. největším městem ve Spojených státech. Na jihu a východě sousedí Charlestonem, druhým nejlidnatějším městem ve státě.
K roku 2020 zde žilo 114 852 obyvatel. S celkovou rozlohou 210km² byla hustota zalidnění 590 obyvatel na km². Významným zaměstnavatelem je ve městě společnost Boeing.